# Achille Visocchi
Achille Visocchi (Atina, 6 aprile 1863 – Napoli, 8 febbraio 1945) è stato un politico italiano.
Fu agricoltore e industriale, e anche deputato, senatore e ministro del Regno d'Italia.

## Biografia
Nato il 6 aprile 1863 ad Atina, presso Frosinone, da Francesco Visocchi e Maddalena Serafini, esponenti di una famiglia élite di Terra di Lavoro, con rilevanti interessi tanto nell'agricoltura quanto nel ramo industriale, disponendo tra l'altro sin dal 1844 di una cartiera ad Atina, si sposò con Anna Martire, figlia dell'ingegnere Gaetano Martire.
Laureato in giurisprudenza, si dedicò dapprima alla carriera industriale e agraria, poi a quella politica, venendo eletto deputato consecutivamente dalla XXI alla XXVII legislatura del Regno d'Italia, cioè dal 1900 al 1929. 
Ricoprì le carica di sottosegretario di Stato sia ai Lavori Pubblici nei due ministeri Salandra (1914-1916) sia al Tesoro in quello Orlando (1917-1919). Ottenne la carica di ministro dell'Agricoltura nel Governo presieduto da Francesco Saverio Nitti. 
La sua attività parlamentare è legata, in particolare, alla presentazione del decreto-legge 2 settembre 1919, n. 1633, noto anche come Decreto Visocchi, teso a favorire la concessione di proprietà di terra ai contadini reduci dalla prima guerra mondiale.
Passato al fascismo, Visocchi fu nominato senatore il 2 marzo 1929. Ritiratosi a vita privata dopo la caduta di Mussolini, morì a Napoli l'8 febbraio 1945.